# Švédsko na Letních olympijských hrách 2008
Švédsko na Letních olympijských hrách 2008 v Pekinu reprezentovalo 123 sportovců, z toho 50 mužů a 73 žen. Nejmladším účastníkem byla Sára Sjöström (14 let, 358 dní), nejstarší pak Peter Eriksson (48 let, 317 dní) . Reprezentanti vybojovali 5 medailí, z toho 4 stříbrné a 1 bronzovou.

## Medailisté
| Medaile | Jméno                          | Sport      | Disciplína                      |
| ------- | ------------------------------ | ---------- | ------------------------------- |
| Stříbro | Emma Johansson                 | Cyklistika | Ženy silniční závod jednotlivců |
| Stříbro | Gustav Larsson                 | Cyklistika | Muži časovka jednotlivců        |
| Stříbro | Rolf-Göran Bengtsson           | Jezdectví  | Jednotlivci parkurové skákání   |
| Stříbro | Simon Aspelin Thomas Johansson | Tenis      | mužská čtyřhra                  |
| Bronz   | Anders Ekström Fredrik Lööf    | Jachting   | Muži třída Star class           |